# ورزشگاه اسکندربو
 ورزشگاه اسکندربو ( آلبانیایی: Stadiumi Skënderbeu، انگلیسی: Skenderbeu Stadium) یک ورزشگاه چند منظوره در کورچه، آلبانی است که در حال حاضر به عنوان ورزشگاه خانگی باشگاه فوتبال اسکندربو کورچه مورد استفاده قرار می گیرد. ظرفیت این ورزشگاه، ۱۲۳۴۳ نفر است. 

## تاریخ
هم اکنون این ورزشگاه، میزبان مسابقات باشگاه فوتبال اسکندربو کورچه و همچنین سایر مسابقات ورزشی شهری و ملی است. این ورزشگاه در سال ۱۹۵۷ بازگشایی شد و در سال ۲۰۱۰ به لطف کمکهای عمده اهداکنندگان از شرکت های مختلف، کاملاً بازسازی شد. ورزشگاه اسکندربو، مورد پذیرش یوفا برای برگزاری دور مقدماتی مسابقات لیگ قهرمانان اروپا در سال ۲۰۱۱ قرار گرفت. 